# Vida Jocić
Vida Jocić, właśc. Vidosava Jocić, cyr. Вида Јоцић (ur. 1921 w Skopju, zm. 10 stycznia 2002 w Belgradzie) – serbska rzeźbiarka.

## Życiorys
W 1941 razem z siostrami przyłączyły się do oddziału partyzanckiego w Valjevie. W 1942 została ujęta przez Niemców i osadzona w obozie w Banicy, a następnie w KL Auschwitz, gdzie otrzymała numer obozowy 49685. Stamtąd trafiła do obozu Ravensbruck, gdzie doczekała końca wojny. W 1949 ukończyła szkołę filmową w Belgradzie, a następnie podjęła studia w Akademii Sztuk Pięknych w Belgradzie. Studiowała pod kierunkiem Jovana Kratochvila, Stevana Bondarova i Sretena Stojanovicia. Studia ukończyła w 1955 roku. Mieszkała i tworzyła w Belgradzie. Zmarła w 2002 i została pochowana w Alei Zasłużonych na Nowym Cmentarzu w Belgradzie (Novo groblje).

## Twórczość
Głównym tematem przewijającym się w twórczości Vidy Jocić jest doświadczenie wojny i cierpienie kobiet, doświadczane w tym okresie. Pierwsza indywidualna wystawa jej prac w Belgradzie w 1958 roku nosiła tytuł „Auschwitz 49865” (w roku 1959 wystawę prezentowano w Nowym Sadzie, Warszawie i w Krakowie). Była także autorką popiersi bohaterów z czasów wojny. Cykl 40 rzeźb pod wspólnym tytułem Apel o pokój Jocić przekazała w darze miastu Belgrad. Artystka przedstawiała swoje prace na 30 wystawach indywidualnych i ponad 200 wystawach zbiorowych. Imię artystki nosi park w Valjevie, gdzie znajdują się jej rzeźby.

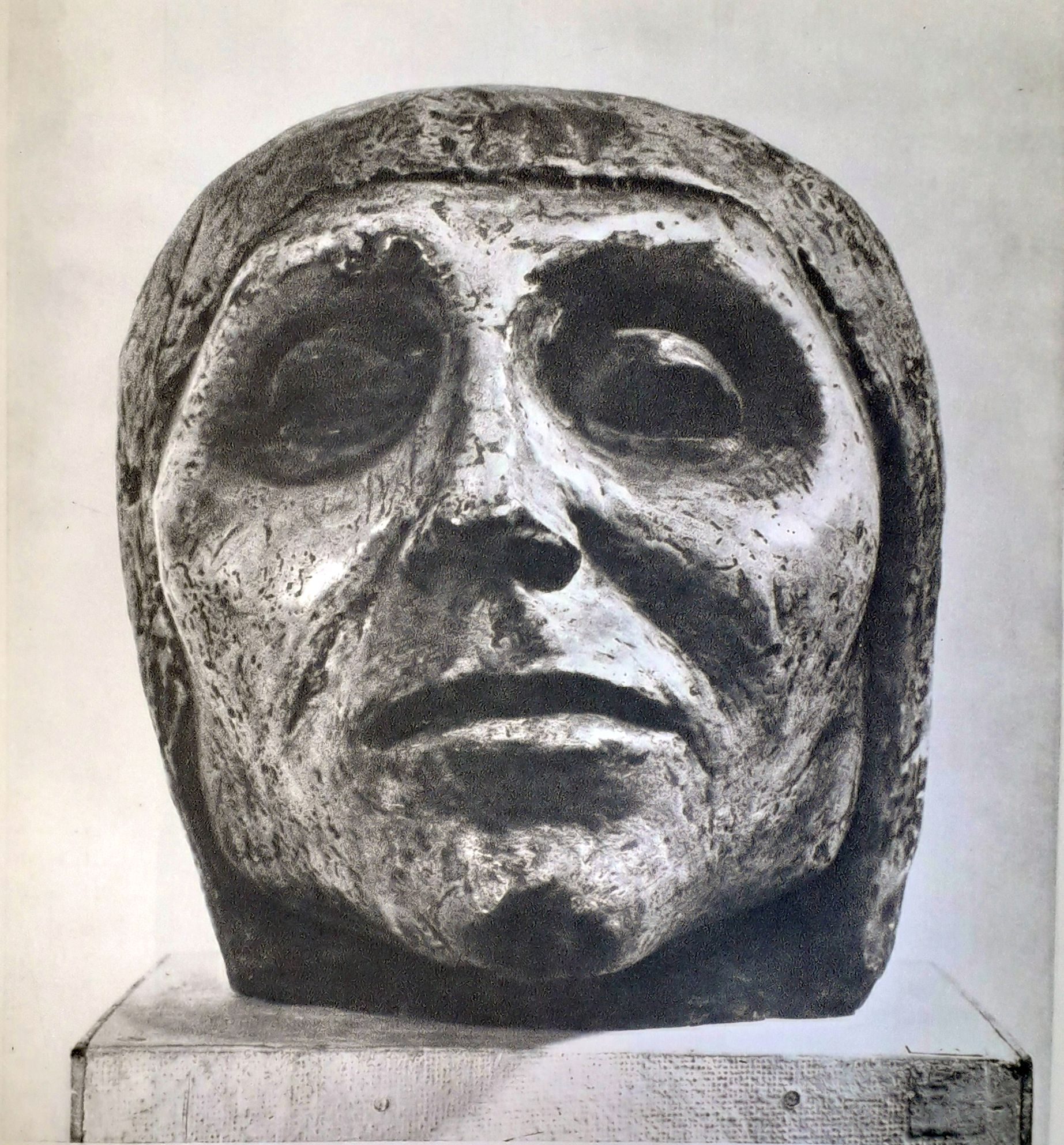
Autoportret artystki

## Nagrody
- 1969: Wrześniowa nagroda miasta Valjevo
- 1969: I nagroda na Biennale Rzeźby w New Delhi
- 1972: Nagroda im. 4 lipca przyznawana przez miasto Belgrad
- 1984: Nagroda Oktobarskiego Salonu, Belgrad